# HTC Touch Diamond
HTC Touch Diamond (T-Mobile MDA Compact IV, O2 XDA Diamond) — первый коммуникатор компании HTC с процессором, работающим на частоте 528 МГц, обеспечивающим в своё время выдающуюся производительность. По мнению некоторых информационных изданий в тот момент явился лучшим устройством в своём классе. Обратная сторона девайса стилистически оформлена в виде граней бриллианта. Грани асимметрично проходят через всю плоскость крышки, создавая красивый узор. Вся задняя поверхность покрыта глянцевым темным лаком, что хорошо смотрится, но плохо с функциональной стороны. Многие пользователи жаловались на отпечатки пальцев, видимые на поверхности после каждого прикосновения. Кроме того выступающие грани очень быстро царапались, а лак постепенно в этих местах истирался.
На американском рынке устройство более известно как HTC P3700. А некоторые партии продавались без "гламурной" задней крышки и были с ровной матовой поверхностью. Производитель анонсировал также белый цвет корпуса.
Работает данный коммуникатор под управлением Windows Mobile 6.1 Professional с установленной оригинальной интерфейсной оболочкой от HTC — Touch flo 3D. Данная оболочка не просто преображает интерфейс операционной системы, но и позволяет вообще не заходить во многие системные меню. Интерфейс Touch flo 3D более "пальцеориентирован" и позволяет практически полностью отказаться от стилуса даже на резистивном экране.
Впоследствии появились портированные работоспособные билды Windows Mobile 6.5 Professional, официальной прошивки на устройство не планируется. 

На коммуникатор силами независимых программистов проводится портирование операционной системы Android (работает Android 2.3 (01/08/2012)).